# Liste der Baudenkmäler in Schönau (Rottal)
Auf dieser Seite sind die Baudenkmäler in der niederbayerischen Gemeinde Schönau zusammengestellt. Diese Tabelle ist eine Teilliste der Liste der Baudenkmäler in Bayern. Grundlage ist die Bayerische Denkmalliste, die auf Basis des Bayerischen Denkmalschutzgesetzes vom 1. Oktober 1973 erstmals erstellt wurde und seither durch das Bayerische Landesamt für Denkmalpflege geführt wird. Die folgenden Angaben ersetzen nicht die rechtsverbindliche Auskunft der Denkmalschutzbehörde.

## Baudenkmäler nach Ortsteilen

### Schönau
| Lage                                      | Objekt                                                | Beschreibung | Akten-Nr.     | Bild                                |
| ----------------------------------------- | ----------------------------------------------------- | --- | ------------- | ----------------------------------- |
| Baderstraße 8 (Standort)                  | Ehemaliger Bauernhof                                  | kleiner Einfirsthof, zweigeschossiger Satteldachbau, überwiegend Blockbau, wohl Mitte 18. Jahrhundert, Dach später | D-2-77-144-1  | BW                                  |
| Eggenfeldener Straße 3, 3 a (Standort)    | Gasthof zur Post                                      | Hauptbau dreigeschossig, mit Mezzaningeschoss, Putzgliederungen und Giebelaufsätzen, Ende 19. Jahrhundert; gleichartiger zweigeschossiger Anbau, gleichzeitig; Stadel, teils Backstein, teils Bundwerk, mit Flachsatteldach, 1840 | D-2-77-144-2  | BW                                  |
| Eggenfeldener Straße 19 (Standort)        | Blockbau-Obergeschoss                                 | eines ehemaligen Rottaler Wohnstallhauses, mit Brettbalusterschroten, bezeichnet 1821, 1984/85 von Marschalling, Gemeinde Schönau hierher transferiert und über modernem Erdgeschoss wiedererrichtet | D-2-77-144-50 | BW                                  |
| Nähe Irrleberg; Schönauer Feld (Standort) | Grabkapelle der Familie Riederer von Paar auf Schönau | Mitte 19. Jahrhundert; Mausoleum, 1890 in neuromanischen Formen; im Friedhof südlich des Ortes. | D-2-77-144-10 | BW                                  |
| Pfarrkirchener Straße 16 (Standort)       | Kleinbauernhaus                                       | teilweise verschalter Blockbau mit flach geneigtem Satteldach, Erdgeschoss zum Teil gemauert, 1. Hälfte 19. Jahrhundert | D-2-77-144-6  | BW                                  |
| Schloßstraße 2 (Standort)                 | Katholische Pfarrkirche St. Stephan                   | neugotischer Ziegelbau, 1890/91, von der ehemaligen spätgotischen Kirche der erhaltene Chor als Seitenkapelle einbezogen; mit Ausstattung. | D-2-77-144-7  | Katholische Pfarrkirche St. Stephan |
| Schloßstraße 4, 4 a, 6 (Standort)         | Wasserschloss Schönau                                 | Riederer-von-Paar`sches Schloss, Wasserschloss, im Kern mittelalterliche Anlage aus zwei Wohntrakten mit Staffelgiebeln, siebengeschossigem Bergfried, Torhaus und Befestigungsturm an der Nordwestecke des Westflügels, Ausbau der Anlage in historisierenden Formen 1902 durch Gabriel von Seidl; mit Ausstattung; zwei Brücken über den Schlossgraben, Anlage mittelalterlich; Schlosspark, 2. Hälfte 19. Jahrhundert; Vorhof des Schlosses mit zwei Neben- bzw. Verwaltungsgebäuden mit Walmdächern sowie Toreinfahrt, 2. Hälfte 19. Jahrhundert | D-2-77-144-8  | weitere Bilder                      |
| Schloßstraße 7 (Standort)                 | Stockhaus                                             | Erdgeschoss massiv, Obergeschoss Blockbau mit Haus- und Oberschrot, wohl um 1800; Stadel, Anfang 19. Jahrhundert; gemauertes Backhaus, 1. Hälfte 19. Jahrhundert | D-2-77-144-9  | BW                                  |
| Vilshofener Straße 17 (Standort)          | Wohnstallhaus eines Dreiseithofes                     | Zweigeschossiger Giebelbau mit Blockbau-Obergeschoss, Schroten und flach geneigtem Satteldach, bezeichnet 1727 | D-2-77-144-56 | BW                                  |

### Aicha
| Lage                 | Objekt                                              | Beschreibung | Akten-Nr.     | Bild |
| -------------------- | --------------------------------------------------- | --- | ------------- | ---- |
| Aicha 4 (Standort)   | Kleinbauernhaus                                     | zweigeschossiger Mitterstallbau in Blockbauweise mit gemauertem Stallteil und Traufschrot, 1. Hälfte 19. Jahrhundert, Dach später.                                                       | D-2-77-144-11 | BW   |
| Aicha 4 a (Standort) | Blockbau-Obergeschoss eines ehemaligen Bauernhauses | mit Trauf- und Giebelschrot, 1812 (dendrochronologisch datiert), 2006 von Biegendorf, Markt Frontenhausen hierher transferiert und in Neubau integriert.                                 | D-2-77-144-52 | BW   |
| Aicha 11 (Standort)  | Bauernhaus                                          | zweigeschossiger Satteldachbau mit Blockbau-Obergeschoss und Ständer-Riegelwand über dem Stall, zum Teil verbrettert, Traufschrot, im Kern 18. Jahrhundert und 2. Hälfte 19. Jahrhundert | D-2-77-144-12 | BW   |

### Bachham
| Lage                      | Objekt                        | Beschreibung | Akten-Nr.     | Bild |
| ------------------------- | ----------------------------- | --- | ------------- | ---- |
| Bachham 9 (Standort)      | Stockhaus eines Vierseithofes | zum Teil veränderter Blockbau mit Schroten, Flachsatteldach und Viertelkreisbügen, bezeichnet 1730, Verbretterung außen bezeichnet 1837; zugehörig Ständerbohlenstadel, bezeichnet 17. 8. (1738?). | D-2-77-144-13 | BW   |
| Schönauer Feld (Standort) | Feldkapelle                   | kleiner Satteldachbau, 1. Drittel 19. Jahrhundert; mit Ausstattung; nördlich des Ortes. | D-2-77-144-15 | BW   |

### Bergham
| Lage                 | Objekt                 | Beschreibung | Akten-Nr.     | Bild |
| -------------------- | ---------------------- | --- | ------------- | ---- |
| Bergham 5 (Standort) | Rottaler Wohnstallhaus | zweigeschossiger Satteldachbau mit Blockbau-Obergeschoss und reicher Bemalung an den Balkenköpfen, Taubenkobel unter dem First, Giebelschrote, bezeichnet 1819 und 1821. | D-2-77-144-16 | BW   |

### Bruck
| Lage                         | Objekt                                  | Beschreibung | Akten-Nr.     | Bild           |
| ---------------------------- | --------------------------------------- | --- | ------------- | -------------- |
| Bruck 14; Bruck 3 (Standort) | Katholische Kirche St. Johannes Baptist | Spätbarockbau mit Dachreiter, 1776 als Pfarrhofkapelle erbaut; mit Ausstattung; ehemaliger Pfarrhof der Pfarrei Schönau, zweigeschossiger Walmdachbau mit Putzgliederung, 1776; Ökonomiegebäude, eingeschossiger Massivbau mit Halbwalm, im Kern 15./16. Jahrhundert; mit Garten und neuer Ummauerung; in freier Flur gelegen, etwa 1 km vom Pfarrort Schönau entfernt. | D-2-77-144-17 | weitere Bilder |

### Drahtholzen
| Lage                     | Objekt                         | Beschreibung | Akten-Nr.     | Bild |
| ------------------------ | ------------------------------ | --- | ------------- | ---- |
| Drahtholzen 2 (Standort) | Stockhaus in einem Dreiseithof | verschalter Obergeschoss-Blockbau mit Schroten und Taubenschlag am Giebel, im Kern Ende 18. Jahrhundert                                                                | D-2-77-144-18 | BW   |
| Drahtholzen 3 (Standort) | Stockhaus in einem Dreiseithof | untermauerter Giebel-Blockbau mit Schroten und mit Taubenschlag am Giebel, bezeichnet 1812.                                                                            | D-2-77-144-19 | BW   |
| Drahtholzen 6 (Standort) | Stockhaus eines Dreiseithofes  | Blockbau-Obergeschoss mit Balusterschroten und Taubenschlag am Giebel, Ende 18. Jahrhundert                                                                            | D-2-77-117-93 | BW   |
| Drahtholzen 8 (Standort) | Ehemaliges Wohnstallhaus       | Blockbau mit Traufschrot und Oberbodenschrot, reiche Bemalung, bezeichnet 1721, 1983 von Hinzing, Markt Ganghofen hierher transferiert, Keller und Stall neu gemauert. | D-2-77-144-20 | BW   |

### Haunprechting
| Lage                                   | Objekt    | Beschreibung | Akten-Nr.     | Bild      |
| -------------------------------------- | --------- | --- | ------------- | --------- |
| Haunprechting 1 (Standort)             | Stockhaus | zum Teil in offenem Blockbau, mit zwei Giebelschroten und Flachsatteldach, Ende 17. Jahrhundert                                                                                      | D-2-77-144-23 | Stockhaus |
| Haunprechting 2; Hauswiesen (Standort) | Stockhaus | Blockbau-Obergeschoss mit flach geneigtem Satteldach und zwei Balusterschroten, 4. Viertel 18. Jahrhundert; zugehörig westlich großer Ständerbohlenstadel, 1. Hälfte 19. Jahrhundert | D-2-77-144-24 | Stockhaus |

### Heiligenberg
| Lage                                        | Objekt                                   | Beschreibung | Akten-Nr.     | Bild           |
| ------------------------------------------- | ---------------------------------------- | --- | ------------- | -------------- |
| Heiligenberg 1; Heiligenberg 1 a (Standort) | Altes Schulhaus                          | mehrgliedriger Mauerwerksbau mit schlichter Putzgliederung, Walmdach über dem Hauptbau, Mansardgiebeldach und Mansarddach mit Schopf über den südlichen Anbauten, 1911 in den Formen des Heimatstils; bauzeitliches Nebengebäude mit Walmdach. | D-2-77-144-51 | BW             |
| Heiligenberg 6 (Standort)                   | Ehemaliger Gasthof                       | heute Wohnhaus, zweigeschossiger Massivbau mit weit überstehendem Halbwalmdach und Putzgliederung, um 1840. | D-2-77-144-25 | BW             |
| Heiligenberg 8 (Standort)                   | Katholische Wallfahrtskirche St. Erasmus | Saalbau mit spätgotischem Chor, Langhaus um 1720; mit Ausstattung; Friedhofskapelle, im Kern von 1498; mit Ausstattung; Friedhofsmauer mit Eingangsportal, 18. Jahrhundert                                                                     | D-2-77-144-26 | weitere Bilder |

### Höhenberg
| Lage                   | Objekt                        | Beschreibung                                                                  | Akten-Nr.     | Bild |
| ---------------------- | ----------------------------- | ----------------------------------------------------------------------------- | ------------- | ---- |
| Höhenberg 1 (Standort) | Stockhaus eines Vierseithofes | Obergeschoss-Blockbau mit Giebelschroten und Taubenschlag am Giebel, um 1780. | D-2-77-144-27 | BW   |

### Holz
| Lage              | Objekt                            | Beschreibung                                                                                              | Akten-Nr.     | Bild |
| ----------------- | --------------------------------- | --- | ------------- | ---- |
| Holz 4 (Standort) | Ehemaliges Rottaler Wohnstallhaus | zweigeschossiger, teilweise offener Blockbau mit Giebelschrot und Flachsatteldach, Anfang 19. Jahrhundert | D-2-77-144-28 | BW   |

### Hurm
| Lage              | Objekt               | Beschreibung | Akten-Nr.     | Bild |
| ----------------- | -------------------- | --- | ------------- | ---- |
| Hurm 1 (Standort) | Ehemaliges Forsthaus | Wohnstallhaus als Rottaler Bauernhaus, Blockbau-Obergeschoss mit Schrot und Giebelschrot, profilierten Schrotsäulen und verzierten Türstürzen, letztes Viertel 18. Jahrhundert | D-2-77-144-53 | BW   |

### Kammerhub
| Lage                   | Objekt              | Beschreibung                                                            | Akten-Nr.     | Bild |
| ---------------------- | ------------------- | ----------------------------------------------------------------------- | ------------- | ---- |
| Kammerhub 6 (Standort) | Zugehöriger Stadel  | mit Ständerbohlen-Konstruktion an der Südseite, Mitte 19. Jahrhundert   | D-2-77-144-29 | BW   |
| Kammerhub 8 (Standort) | Ständerbohlenstadel | Nordflügel des Dreiseithofes, 18. Jahrhundert und Mitte 19. Jahrhundert | D-2-77-144-30 | BW   |

### Kleinmünchen
| Lage                      | Objekt                                | Beschreibung                                                                                                  | Akten-Nr.     | Bild |
| ------------------------- | ------------------------------------- | --- | ------------- | ---- |
| Kleinmünchen 5 (Standort) | Katholische Filialkirche St. Nikolaus | spätgotische Saalkirche mit Dachreiter, 2. Hälfte 15. Jahrhundert, Vorhalle bezeichnet 1714; mit Ausstattung. | D-2-77-144-31 | BW   |

### Marschalling
| Lage                       | Objekt        | Beschreibung | Akten-Nr.     | Bild |
| -------------------------- | ------------- | --- | ------------- | ---- |
| Marschalling 10 (Standort) | Wohnstallhaus | zweigeschossiger Satteldachbau in Blockbauweise, mit Traufschrot, 1. Viertel 18. Jahrhundert; zugehörig Ständerbohlenstadel mit Flachsatteldach, Mitte 18. Jahrhundert | D-2-77-144-33 | BW   |

### Oberzeitlarn
| Lage                       | Objekt                      | Beschreibung | Akten-Nr.     | Bild |
| -------------------------- | --------------------------- | --- | ------------- | ---- |
| Oberzeitlarn 11 (Standort) | Bauernhaus in Blockbauweise | mit flach geneigtem Satteldach und zwei Giebelschroten, bezeichnet 1801.                                         | D-2-77-144-35 | BW   |
| Oberzeitlarn 12 (Standort) | Kleinbauernhaus             | zweigeschossig, mit Traufschrot und Flachsatteldach, Obergeschoss in Blockbauweise, zum Teil verschalt, um 1800. | D-2-77-144-36 | BW   |

### Ortprechting
| Lage                      | Objekt                                         | Beschreibung                                                                   | Akten-Nr.     | Bild |
| ------------------------- | ---------------------------------------------- | ------------------------------------------------------------------------------ | ------------- | ---- |
| Ortprechting 2 (Standort) | Ehemaliges Stockhaus mit Blockbau-Obergeschoss | bezeichnet 1755, Firstdrehung mit flach geneigtem Satteldach, bezeichnet 1869. | D-2-77-144-38 | BW   |

### Peterskirchen
| Lage                        | Objekt                                     | Beschreibung                                                                                                 | Akten-Nr.     | Bild |
| --------------------------- | ------------------------------------------ | --- | ------------- | ---- |
| Peterskirchen 12 (Standort) | Rottaler Wohnstallhaus eines Dreiseithofes | mit verschaltem Blockbau-Obergeschoss und zwei Giebelschroten, Spuren von reicher Bemalung, bezeichnet 1785. | D-2-77-144-40 | BW   |

### Stetten
| Lage                 | Objekt                            | Beschreibung | Akten-Nr.     | Bild |
| -------------------- | --------------------------------- | --- | ------------- | ---- |
| Stetten 4 (Standort) | Querstockhaus eines Vierseithofes | zweigeschossiger Satteldachbau mit Obergeschoss in Blockbauweise und hofseitigem Schrot, 1. Drittel 19. Jahrhundert, Dach später aufgesteilt. | D-2-77-144-44 | BW   |

### Unterhöft
| Lage                          | Objekt                               | Beschreibung | Akten-Nr.     | Bild |
| ----------------------------- | ------------------------------------ | --- | ------------- | ---- |
| Schönauer Straße 5 (Standort) | Katholische Filialkirche St. Andreas | barocker Saalbau, spätes 17. Jahrhundert; mit Ausstattung.                                                                     | D-2-77-144-45 | BW   |
| Weinbergstraße 9 (Standort)   | Ehemaliges Bauernhaus                | Blockbau-Obergeschoss mit Flachsatteldach, Giebelseite mit zwei bemalten Schroten, bezeichnet 1769, zum Teil modern ausgebaut. | D-2-77-144-46 | BW   |

### Unterzeitlarn
| Lage                       | Objekt                               | Beschreibung | Akten-Nr.     | Bild                                 |
| -------------------------- | ------------------------------------ | --- | ------------- | ------------------------------------ |
| Unterzeitlarn 3 (Standort) | Bauernhaus eines Dreiseithofes       | zweigeschossig, Giebel in offenem Blockbau mit Oberbodenschrot, Flachsatteldach, Mitte 19. Jahrhundert                                                                                       | D-2-77-144-48 | BW                                   |
| Unterzeitlarn 6 (Standort) | Katholische Filialkirche St. Ägidius | Langhaus spätromanisch, 13. Jahrhundert, Chor und Turm spätgotisch, 15. Jahrhundert, in jüngerer Zeit nach Westen verlängert; mit Ausstattung; alte Friedhofsummauerung, teilweise erneuert. | D-2-77-144-47 | Katholische Filialkirche St. Ägidius |

### Wehenöd
| Lage                       | Objekt  | Beschreibung                                                                           | Akten-Nr.     | Bild |
| -------------------------- | ------- | -------------------------------------------------------------------------------------- | ------------- | ---- |
| Berg a.Weiher 1 (Standort) | Kapelle | mit eingezogenem Chor und Dachreiter, drittes Viertel 19. Jahrhundert; mit Ausstattung | D-2-77-144-49 | BW   |